# C15H22
化学式C15H22（摩尔质量：202.34 g/mol）可能指：
- 姜黄烯，CAS号：644-30-4
- 菖蒲烯，CAS号：6617-49-8 
  - (-)-cis-菖蒲烯，CAS号：483-77-2 
  - (±)-cis-菖蒲烯，CAS号：72937-55-4 
  - trans-菖蒲烯，CAS号：73209-42-4
- (+)-花侧柏烯，CAS号：16982-00-6
- 4-甲基双金刚烷，CAS号：28375-86-2

|  | 这个同类索引页列出了具有相同分子式的化学物（即同分異構體）条目。 除非您是有意链接至本页，否则应将相应条目的内部链接指向正确的条目。 |